# Erodium trichomanifolium
Erodium trichomanifolium är en näveväxtart som beskrevs av L. Erodium trichomanifolium ingår i släktet skatnävor, och familjen näveväxter. Inga underarter finns listade i Catalogue of Life.